# بالو
بالو (بالإنجليزية: Palu)‏ هي مدينة تقع في إندونيسيا في سولاوسي الوسطى. يقدر عدد سكانها بـ 335,297 نسمة ومساحتها 395.06 كم2 وترتفع عن سطح البحر 118 متر.

## المناخ
يظهر الجدول التالي التغييرات المناخية على مدار السنة لبالو:
| البيانات المناخية لـبالو          | البيانات المناخية لـبالو | البيانات المناخية لـبالو | البيانات المناخية لـبالو | البيانات المناخية لـبالو | البيانات المناخية لـبالو | البيانات المناخية لـبالو | البيانات المناخية لـبالو | البيانات المناخية لـبالو | البيانات المناخية لـبالو | البيانات المناخية لـبالو | البيانات المناخية لـبالو | البيانات المناخية لـبالو | البيانات المناخية لـبالو |
| الشهر                             | يناير                    | فبراير                   | مارس                     | أبريل                    | مايو                     | يونيو                    | يوليو                    | أغسطس                    | سبتمبر                   | أكتوبر                   | نوفمبر                   | ديسمبر                   | المعدل السنوي            |
| --------------------------------- | ------------------------ | ------------------------ | ------------------------ | ------------------------ | ------------------------ | ------------------------ | ------------------------ | ------------------------ | ------------------------ | ------------------------ | ------------------------ | ------------------------ | ------------------------ |
| الدرجة القصوى °م (°ف)             | 38 (100)                 | 37 (99)                  | 37 (99)                  | 37 (99)                  | 35 (95)                  | 37 (99)                  | 37 (99)                  | 37 (99)                  | 38 (100)                 | 37 (99)                  | 37 (99)                  | 38 (100)                 | 38 (100)                 |
| متوسط درجة الحرارة الكبرى °م (°ف) | 30 (86)                  | 30 (86)                  | 31 (88)                  | 31 (88)                  | 31 (88)                  | 31 (88)                  | 30 (86)                  | 31 (88)                  | 31 (88)                  | 31 (88)                  | 31 (88)                  | 30 (86)                  | 31 (88)                  |
| المتوسط اليومي °م (°ف)            | 27 (81)                  | 27 (81)                  | 27 (81)                  | 28 (82)                  | 28 (82)                  | 27 (81)                  | 27 (81)                  | 27 (81)                  | 27 (81)                  | 28 (82)                  | 28 (82)                  | 27 (81)                  | 27 (81)                  |
| متوسط درجة الحرارة الصغرى °م (°ف) | 24 (75)                  | 24 (75)                  | 24 (75)                  | 25 (77)                  | 25 (77)                  | 24 (75)                  | 24 (75)                  | 24 (75)                  | 24 (75)                  | 25 (77)                  | 25 (77)                  | 25 (77)                  | 24 (75)                  |
| أدنى درجة حرارة °م (°ف)           | 22 (72)                  | 21 (70)                  | 18 (64)                  | 20 (68)                  | 21 (70)                  | 21 (70)                  | 21 (70)                  | 20 (68)                  | 20 (68)                  | 17 (63)                  | 21 (70)                  | 21 (70)                  | 17 (63)                  |
| الهطول مم (إنش)                   | 101 (4.0)                | 88 (3.5)                 | 90 (3.5)                 | 102 (4.0)                | 130 (5.1)                | 157 (6.2)                | 158 (6.2)                | 147 (5.8)                | 164 (6.5)                | 109 (4.3)                | 110 (4.3)                | 76 (3.0)                 | 1٬274 (50.2)             |
| متوسط أيام هطول الأمطار           | 7                        | 8                        | 9                        | 9                        | 10                       | 12                       | 11                       | 9                        | 8                        | 7                        | 9                        | 7                        | 106                      |
| متوسط الرطوبة النسبية (%)         | 75                       | 76.5                     | 75.5                     | 76                       | 75.5                     | 76.5                     | 77                       | 74                       | 74.5                     | 73                       | 73                       | 74.5                     | 75                       |
| المصدر #1: weatherbase            |                          |                          |                          |                          |                          |                          |                          |                          |                          |                          |                          |                          |                          |
| المصدر #2: climate-data           |                          |                          |                          |                          |                          |                          |                          |                          |                          |                          |                          |                          |                          |

## أعلام
- فاضل سايسوس
- ساندي دارما سيوتي
- فيري روتينسولو